# Oceans Ate Alaska
Oceans Ate Alaska is een Britse metalcoreband afkomstig uit Birmingham, Engeland.

## Biografie
De band werd opgericht in 2010 door James Harrison, James 'Jibs' Kennedy, Josh Salthouse, Alex Hurdley en Chris Turner, allen studenten aan de Universiteit van Birmingham. Op 7 mei 2012 bracht de band via Flagrant Records haar debuut-ep Into the Deep uit, waarna de ep vanaf 13 november via Denisty Records ook fysiek werd gedistribueerd. Op 7 oktober 2014 kondigde de band aan een contract getekend te hebben bij Fearless Records, waarna 25 februari 2015 haar debuutalbum Lost Isles verscheen. Die zomer toerde de band ter promotie naast Like Moths to Flames en In Hearts Wake in het voorprogramma van de Node Tour van Northlane.
In de zomer van 2016 was de band te zien op de Vans Warped Tour. Op 16 december 2016 kondigde de band het vertrek van zanger James Harrison aan, waarna begin 2017 met Jake Noakes zijn vervanger gepresenteerd werd. Op 28 juli 2017 verscheen het tweede album van de band. Het album heet Hikari en werd geproduceerd door Nick Sampson. Ter promotie toerde de band in het voorprogramma van de Deadweight Tour Part Two met Wage War.
Begin 2018 kondigde de band aan dat ze naast The Plot in You, Currents en Tempting Fate te zien zouden zijn in het voorprogramma van de Cold Like War Tour van We Came as Romans. In de herfst van datzelfde jaar toerde de band in het voorprogramma van Like Moths to Flames door Noord-Amerika. In de zomer van 2019 postte de band op haar Facebookpagina dat ze werkten aan hun derde studioalbum. Op 27 augustus waren ze te zien op het 10-jarig jubileum van het Macmillan Fest.

## Bezetting
| Huidige leden - James "Jibs" Kennedy – slaggitaar, achtergrondvocalen (2010–heden) - Chris Turner – drums (2010–heden) - Adam Zytkiewicz – leidende gitaar, achtergrondvocalen (2012–heden) - Mike Stanton – bass (2012–heden) - Jake Noakes – leidende vocalen (2017–heden) | Voormalige leden - Alex Hurdley – bas (2010–2012) - Josh Salthouse – leidende gitaar (2010–2012) - George Arvanitis – bas (2012) - Matt Beale – bas (2012-2013) - James Harrison – leidende vocalen (2010–2016) |

Tijdlijn

Oceans Ate Alaska, live bij With Full Force 2018
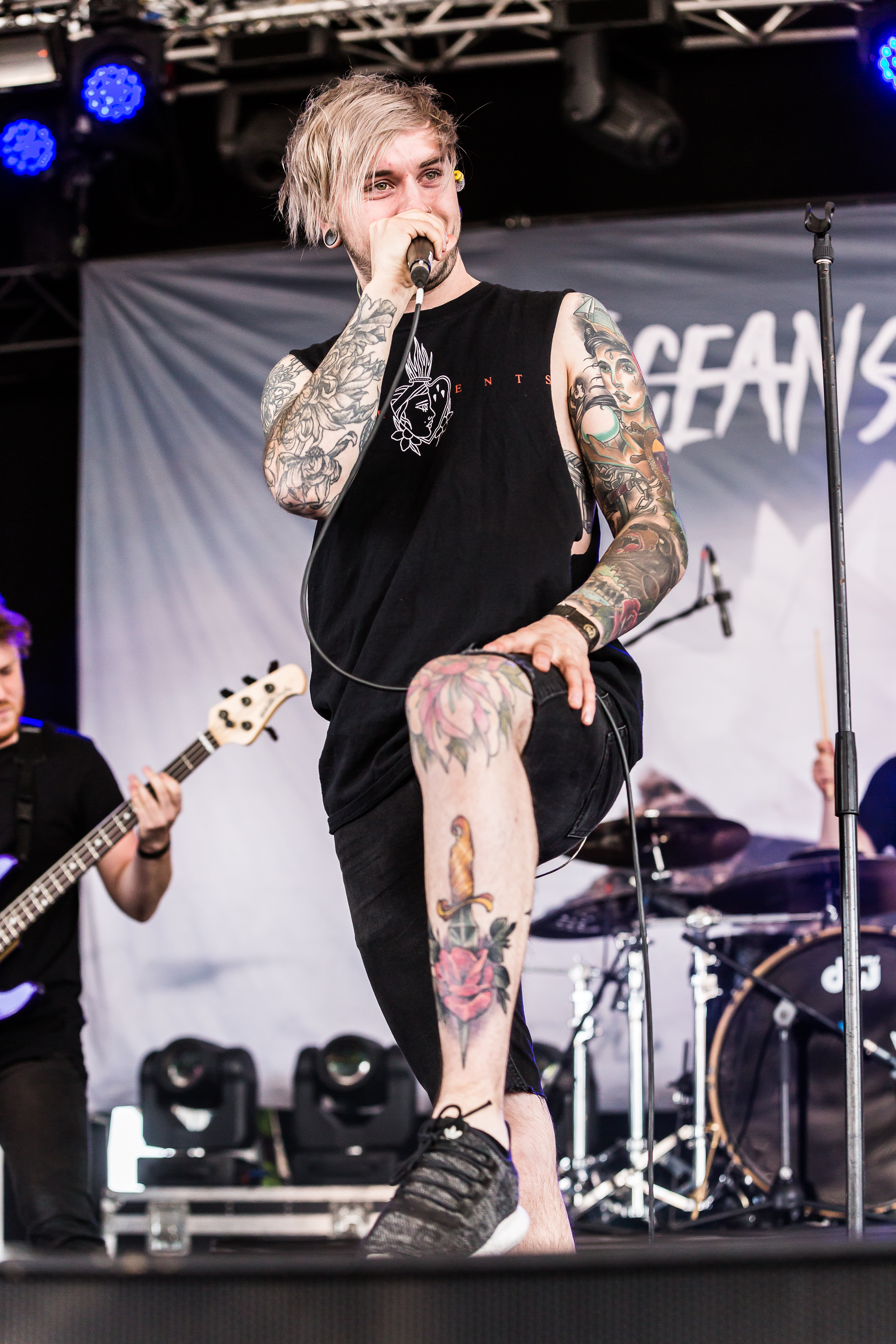
Jake Noakes
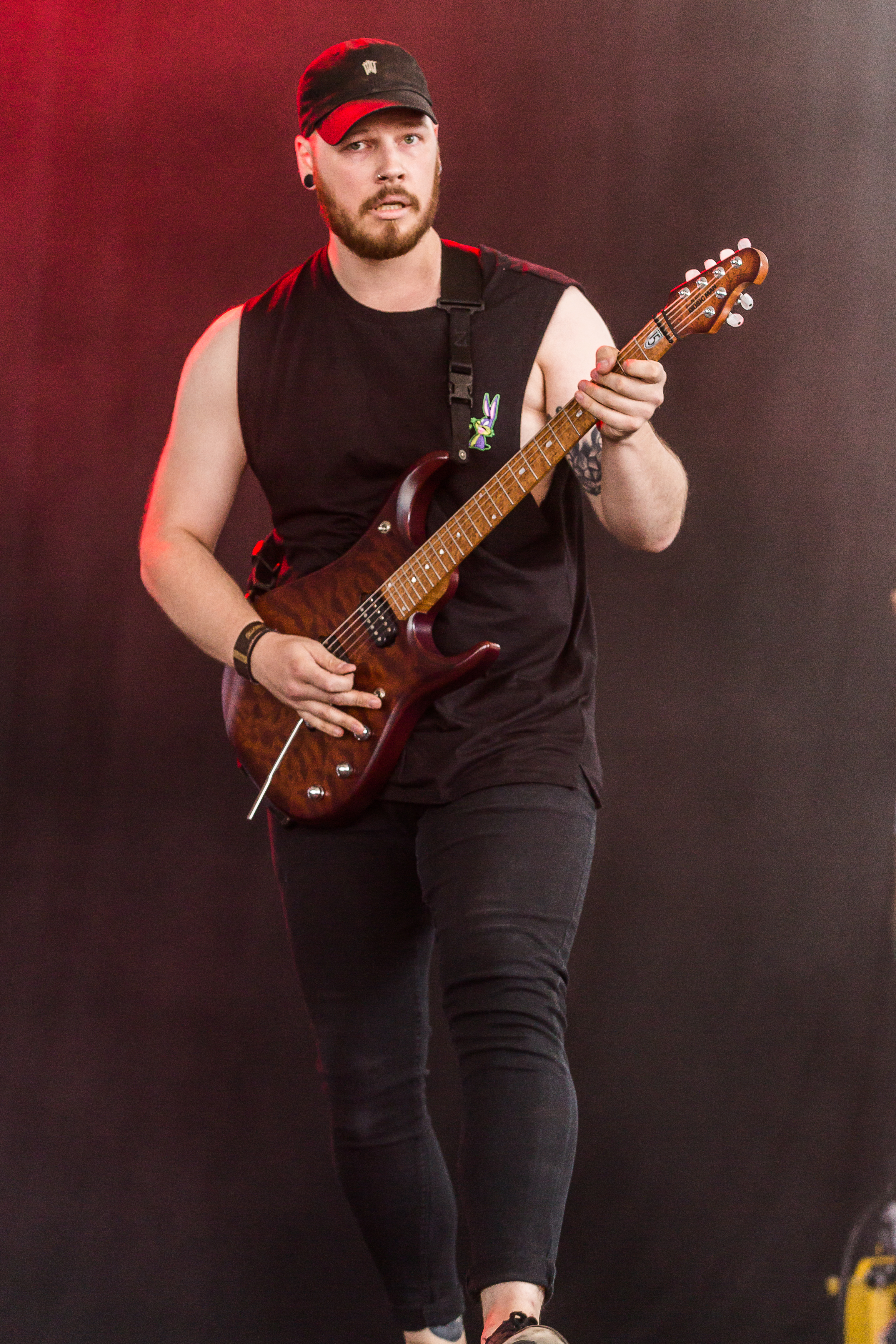
Adam Zytkiewicz
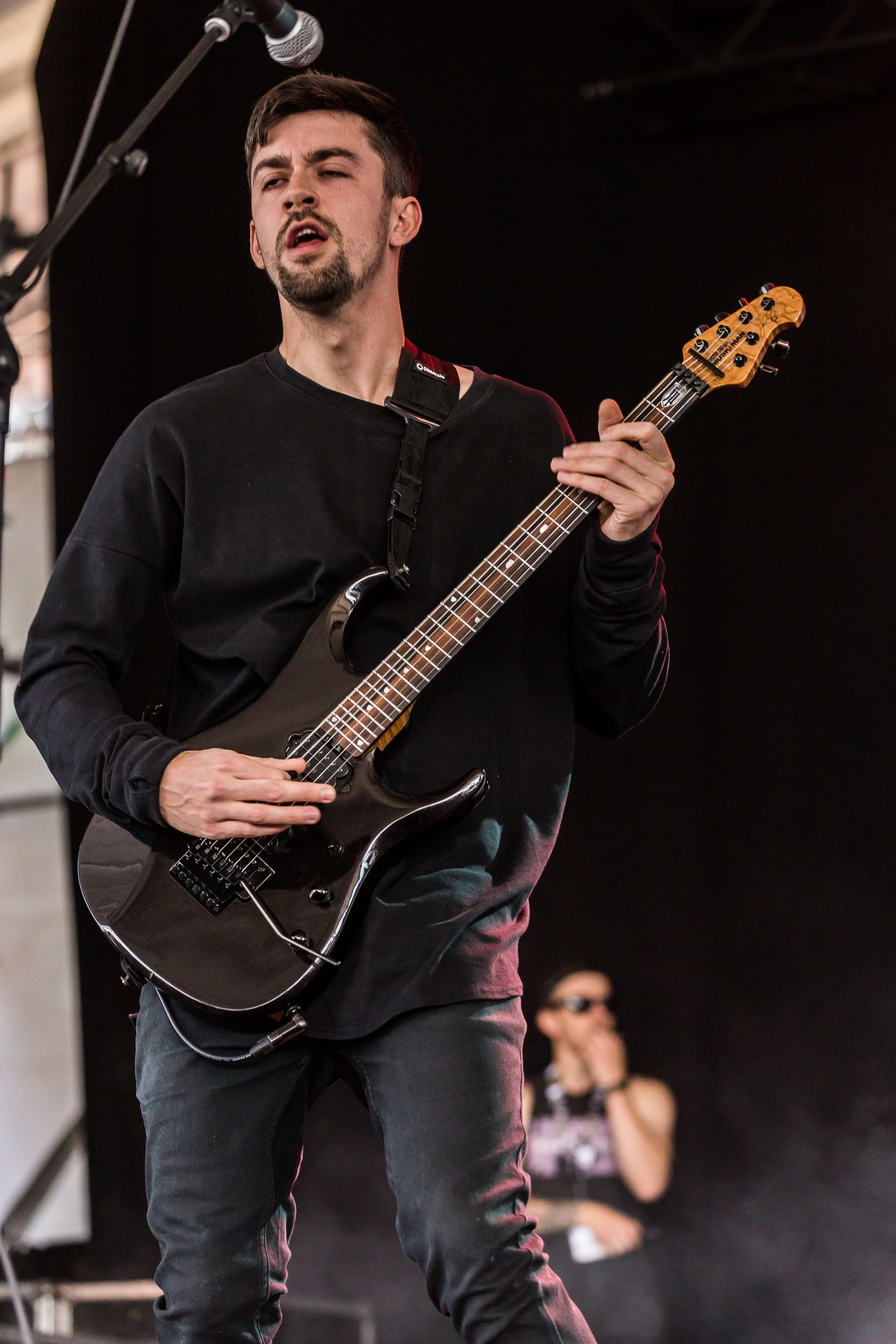
James Kennedy
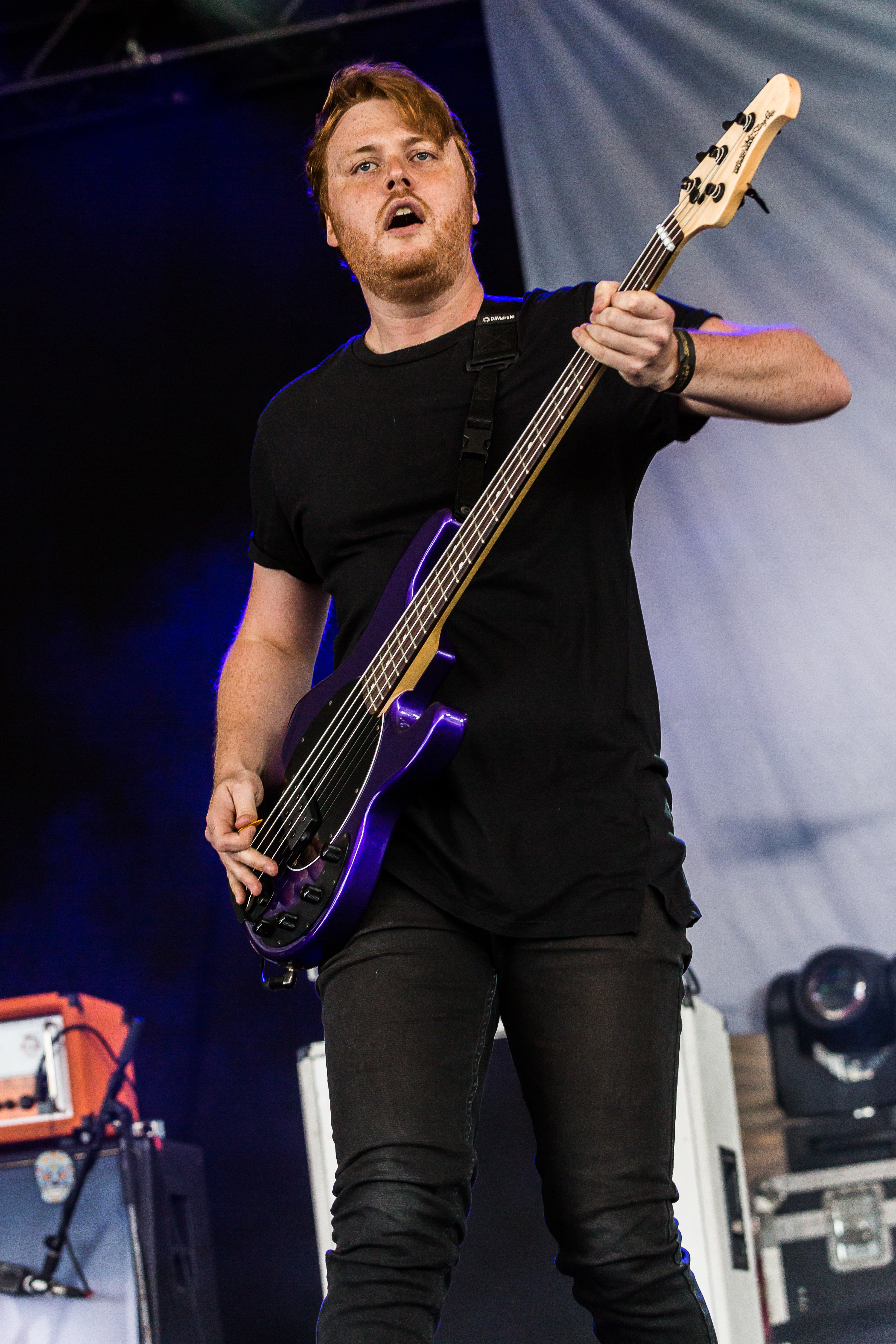
Mike Stanton
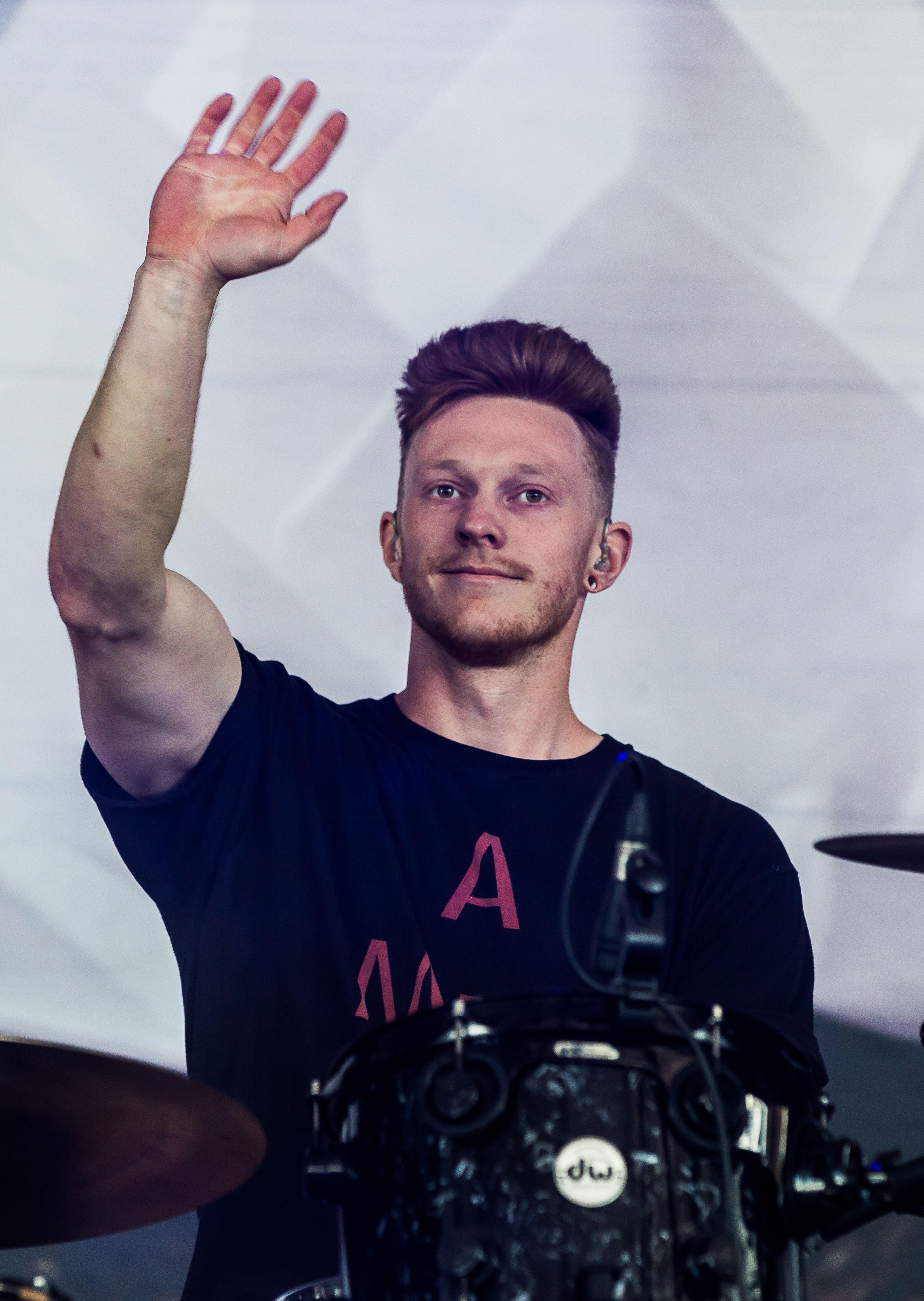
Chris Turner

## Discografie
Studioalbums
- 2015 - Lost Isles
- 2017 - Hikari

Ep's
- 2011 - Taming Lions
- 2012 - Into the Deep

Demo's
- 2010 - The Puppeteer
- 2010 - Reasons to Stare at the Sun